# Arquidiocese de Kansas City em Kansas
A Arquidiocese de Kansas City em Kansas (Archidiœcesis Kansanopolitana in Kansas) é uma arquidiocese da Igreja Católica situada em Kansas City,   Kansas, Estados Unidos. Seu atual arcebispo é William Shawn McKnight. Sua Sé é a Catedral de São Pedro.
Possui 108 paróquias servidas por 173 padres, contando com 16% da população jurisdicionada batizada.

## História
O vicariato apostólico do Território indígena a Leste das Montanhas Rochosas foi ereto em 19 de julho de 1850, recebendo o território da diocese de New Orleans (hoje arquidiocese). O vicariato apostólico compreendia o Kansas, Nebraska, Dakota do Norte e do Sul, Colorado, Wyoming e Montana.
Em 6 de janeiro de 1857 cede uma parte do seu território em vantagem da ereção do vicariato apostólico de Nebraska (atual arquidiocese de Omaha) e assume o nome de vicariato apostólico do Kansas.
Em 22 de maio de 1857 o vicariato apostólico foi elevado a diocese e assume o nome de diocese de Leavenworth. A diocese era sufragânea da arquidiocese de Saint Louis.
Em 2 de agosto de 1887 cede partes de seu território em vantagem da ereção das dioceses de Concordia (hoje diocese de Salina) e de Wichita.
Em 29 de maio de 1891 a sé episcopal foi trasferida de Leavenworth a Kansas City por força do breve Quae rei sacrae do Papa Leão XIII.
Em 1 de julho de 1897 cede uma outra parte territorial para a ampliação da diocese de Concordia.
Em 10 de maio de 1947 assume o nome de diocese de Kansas City.
Em 9 de agosto de 1952 é elevada ao posto de arquidiocese metropolitana com a bula Grave sane officium do Papa Pio XII.

## Prelados
| #                      | Nome                                | Período    | Notas                                           |
| Arcebispos             | Arcebispos                          | Arcebispos | Arcebispos                                      |
| ---------------------- | ----------------------------------- | ---------- | ----------------------------------------------- |
| 5º                     | William Shawn McKnight              | 2025-      | Atual                                           |
| 4º                     | Joseph Fred Naumann                 | 2005-2025  | Arcebispo emérito                               |
| 3º                     | James Patrick Keleher               | 1993-2005  |                                                 |
| 2º                     | Ignatius Jerome Strecker †          | 1969-1993  |                                                 |
| 1º                     | Edward Joseph Hunkeler †            | 1952-1969  |                                                 |
| Arcebispos-coadjutores |                                     |            |                                                 |
|                        | Joseph Fred Naumann                 | 2004-2005  |                                                 |
| Bispo-auxiliar         |                                     |            |                                                 |
|                        | Marion Francis Forst                | 1976-1986  |                                                 |
| Bispo                  |                                     |            |                                                 |
| 8º                     | Edward Joseph Hunkeler †            | 1951-1952  |                                                 |
| 7º                     | George Joseph Donnelly †            | 1946-1950  |                                                 |
| 6º                     | Paul Clarence Schulte †             | 1937-1946  | Nomeado Arcebispo de Indianápolis               |
| 5º                     | Francis Johannes †                  | 1929-1937  |                                                 |
| 4º                     | John Chamberlain Ward †             | 1910-1929  |                                                 |
| 3º                     | Thomas Francis Lillis †             | 1904-1910  | Nomeado Bispo-coadjutor de Kansas City-São José |
| 2º                     | Louis Mary (Michael) Fink, O.S.B. † | 1874-1904  |                                                 |
| 1º                     | John Baptiste Miège, S.J. †         | 1850-1874  |                                                 |
| Bispo-coadjutor        |                                     |            |                                                 |
|                        | Francis Johannes                    | 1927-1929  |                                                 |
|                        | Louis Mary (Michael) Fink, O.S.B.   | 1871-1874  |                                                 |